# Pierino Piacco
Pierino Piacco (29 marzo 1895 – 11 settembre 1974) è stato un ciclista su strada italiano, professionista nel 1913 e 1914, concluse al terzo posto il Giro di Lombardia del 1914 dietro i connazionali Lauro Bordin e Giuseppe Azzini.

## Piazzamenti

### Classiche monumento
- Giro di Lombardia

1914: 3º